# IC 2078
IC 2078 је појединачна звијезда у сазвјежђу Еридан која се налази на листи објеката дубоког неба у Индекс каталогу.
Деклинација објекта је - 4° 41' 55" а ректасцензија 4h 31m 52,2s.